# Chaske Spencer
Pour les articles homonymes, voir Spencer.
Chaske Spencer, né le 9 mars 1975 à Tahlequah dans l'Oklahoma, est un acteur et producteur américain. Il est surtout connu pour incarner le rôle de Sam Uley dans la saga Twilight et celui d'Henry Lopez dans la série Marvel Echo. Originaire de la tribu des Lakotas, il est engagé dans la défense des droits des autochtones.

## Biographie
Chaske Spencer est né le 9 mars 1975 à Tahlequah dans l'Oklahoma aux États-Unis. Il est originaire de la tribu des Lakotas et grandit dans des réserves du Montana et de l'Idaho.
Il étudie le théâtre à la Montana School of the Arts et au Lewis–Clark State College (en).
Il s'installe à New York dans le but de développer sa carrière. Il est repéré par le directeur de casting René Haynes qui le sélectionne pour son premier long métrage Skins réalisé par Chris Eyre et sorti en 2002.
En 2009, il incarne Sam Uley, le chef des loups-garous dans la saga Twilight.
En 2017, il rejoint le casting pour la série Scalped (en) de DC Entertainment pour y incarner le rôle du Sheriff Falls Down.
En 2024, il interprète le rôle d'Henry Lopez dans la mini-série américaine Echo aux côtés de l'actrice Alaqua Cox.

## Filmographie

### Cinéma
- 2009 : Twilight II : Tentation de Chris Weitz : Sam Uley
- 2010 : Twilight III : Hésitation de David Slade : Sam Uley
- 2011 : Twilight IV : Révélation Partie 1 de Bill Condon : Sam Uley
- 2012 : Twilight V : Révélation Partie 2 de Bill Condon : Sam Uley
- 2014 : Winter in the Blood (en) : Virgil First Raise[4]
- 2018 : Woman Walks Ahead : Chaska
- 2021 : Wild Indian (en) : Teddo
- prochainement : Wind River: Rising de Kari Skogland

### Télévision
- 2015 : Banshee : le policier Billy Raven
- 2017 : Scalped (en) : Sheriff Falls Down
- 2017-2018 : Sneaky Pete : Chayton Dockery
- 2019 : Jessica Jones : Jace Montero
- 2019 - 2020 : Blindspot : Dominic Masters
- 2020 : Barkskins (en) : Sachem
- 2022 : The English : Eli Whipp
- 2024 : Echo de Marion Dayre : Henry Lopez
- 2024 : Teacup : Ruben Shanley